# Очаково I
Оча́ково I — станция Киевского направления Московской железной дороги в городе Москве. Находится в 10 километрах к юго-западу от Киевского вокзала, в районе Очаково-Матвеевское. Последняя станция направления в пределах МКАД.
Станция открыта в 1899 году. С 10 июля 2022 по 6 марта 2023 года в рамках интеграции с МЦД станция была закрыта на реконструкцию.

## Описание
Входит в Московско-Смоленский центр организации работы железнодорожных станций ДЦС-3 Московской дирекции управления движением. По характеру основной работы является грузовой, по объёму выполняемой работы отнесена ко 2-му классу. На станции выделяются чётный и нечётный парки по сторонам от трёх главных путей.
Есть несколько подъездных путей. Самый крупный куст подъездных путей общей длиной около 39 км ведёт на север, ППЖТ принадлежит ОАО «Очаково-Промжелдортранс» и обслуживает более десятка предприятий. Неофициально станцию на этом ППЖТ называют Очаково III.
До 2006 года станция была узловой: существовало ответвление общего пользования в восточном направлении на станцию Очаково II (ранее до промышленной станции Ленгоры у станции метро «Университет»). Сейчас разобрано.
Оборудована турникетами с 2013 года. На станции две пассажирские платформы, одна из которых регулярно не используется. Платформы соединены между собой и с площадью у станции со стороны улицы Наташи Ковшовой через подземный переход. На другую сторону выход к заводу ДСК-2, далее дорога выходит на Очаковское шоссе.

## Наземный общественный транспорт
На этой станции можно пересесть на следующие маршруты городского пассажирского транспорта:

## Коммерческие операции, выполняемые на станции
- (О) — Посадка и высадка пассажиров на (из) поезда пригородного и местного сообщения. Приём и выдача багажа не производятся.
- (§ 1) — Приём и выдача повагонных отправок грузов, допускаемых к хранению на открытых площадках станций.
- (§ 3) — Приём и выдача грузов повагонными и мелкими отправками, загружаемых целыми вагонами, только на подъездных путях и местах необщего пользования[6].

## В кинематографе
- «И на Тихом океане...» (1973)[источник не указан 418 дней]